# Tor Skeie
Tor Skeie (* 8. August 1965 in Trondheim, Trøndelag) ist ein ehemaliger norwegischer Freestyle-Skier. Er war auf die Disziplin Aerials (Springen) spezialisiert. Im Weltcup gewann er drei Springen und entschied einmal die Disziplinenwertung für sich.

## Biografie
Der aus Trondheim stammende Tor Skeie gab am 13. Dezember 1984 in Tignes sein Debüt im Freestyle-Skiing-Weltcup. Im Februar 1986 belegte er bei den Weltmeisterschaften am selben Ort Rang elf. Gegen Ende der folgenden Saison konnte er sich im Weltcup erstmals unter den besten zehn klassieren. Im Rahmen der Olympischen Spiele von Calgary, wo Freestyle-Skiing erstmals mit Demonstrationswettbewerben vertreten war, wurde er Siebenter in seiner Paradedisziplin.
Seine mit Abstand erfolgreichste Saison bestritt Skeie 1988/89. Nach einem vierten Platz zum Auftakt gewann er in La Plagne sein erstes Weltcup-Springen. Mit weiteren Siegen in Lake Placid und Calgary sicherte er sich den Gewinn der Disziplinenwertung, auch im Gesamtweltcup erreichte er als Zehnter ein Karrierehoch. Ausgerechnet bei den Weltmeisterschaften am Oberjoch passierte ihm mit Rang 17 sein schlechtestes Saisonergebnis. Er trat danach nur noch sporadisch im Weltcup an, konnte dabei aber nicht mehr an seinen Erfolgswinter anknüpfen. Nach Platz 16 bei den Weltmeisterschaften 1993 in Altenmarkt-Zauchensee wurde er beim Heim-Weltcup in Lillehammer noch einmal Dritter. Ein Jahr später belegte er ebenda bei den Olympischen Spielen Rang 15. Seinen letzten Weltcup bestritt der vierfache norwegische Meister im März 1995 in Schweden.

## Erfolge

### Olympische Spiele
- Calgary 1988: 7. Aerials (Demonstrationswettbewerb)
- Lillehammer 1994: 15. Aerials

### Weltmeisterschaften
- Tignes 1986: 11. Aerials
- Calgary 1988: 7. Aerials
- Oberjoch 1989: 17. Aerials
- Altenmarkt-Zauchensee 1993: 16. Aerials

### Weltcupwertungen
| Saison  | Gesamt | Gesamt | Aerials | Aerials |
| Saison  | Platz  | Punkte | Platz   | Punkte  |
| ------- | ------ | ------ | ------- | ------- |
| 1985/86 | 116.   | 1      | 48.     | 5       |
| 1986/87 | 38.    | 15     | 14.     | 88      |
| 1987/88 | 47.    | 13     | 16.     | 93      |
| 1988/89 | 10.    | 24     | 1.      | 143     |
| 1990/91 | 101.   | 2      | 35.     | 21      |
| 1992/93 | 63.    | 37     | 21.     | 224     |
| 1993/94 | 127.   | 1      | 47.     | 8       |
| 1994/95 | 79.    | 14     | 31.     | 116     |

### Weltcupsiege
Skeie errang im Weltcup 5 Podestplätze, davon 3 Siege:
| Datum             | Ort         | Land       | Disziplin |
| ----------------- | ----------- | ---------- | --------- |
| 18. Dezember 1988 | La Plagne   | Frankreich | Aerials   |
| 15. Januar 1989   | Lake Placid | USA        | Aerials   |
| 21. Januar 1989   | Calgary     | Kanada     | Aerials   |

### Weitere Erfolge
- 4 norwegische Meistertitel (Aerials 1986, 1987, 1989 und 1995)